# 徐廣 (成化進士)
徐廣（1442年—？），字居仁，山東兖州府曹州人，民籍。明朝政治人物。進士出身。

## 生平
山東鄉試第十五名。成化八年（1472年）壬辰科會試第一百二十二名，殿試登進士第三甲第一百零一名。

## 家族
曾祖父徐世英。祖父徐彥祥，曾任縣丞。父亲徐興。